# Takydromus toyamai
Takydromus toyamai là một loài thằn lằn trong họ Lacertidae. Loài này được Takeda & Ota miêu tả khoa học đầu tiên năm 1996.